# Hollie Naughton
Hollie Naughton (* 21. Oktober 1994 in Barnsley, England) ist eine kanadische Squashspielerin.

## Karriere
Hollie Naughton begann ihre professionelle Karriere in der Saison 2012 und gewann bislang vier Turniere auf der PSA World Tour. Ihre höchste Platzierung in der Weltrangliste erreichte sie mit Rang 16 im Januar 2022. Bei den Panamerikanischen Spielen gewann sie 2015 die Silbermedaille mit der Mannschaft. Auch 2019 sicherte sie sich mit der Mannschaft Silber und gewann zudem im Einzel und im Mixed Bronze. Mit einem Finalsieg gegen Marina Stefanoni gewann Naughton 2023 die Panamerikameisterschaft. 2014, 2018 und 2023 wurde sie mit der Mannschaft außerdem Vize-Panamerikameisterin sowie 2024 schließlich Panamerikameisterin. Mit der kanadischen Nationalmannschaft nahm sie 2014, 2016, 2018, 2022 und 2024 an der Weltmeisterschaft teil. Im August 2022 gewann Naughton bei den Commonwealth Games in Birmingham im Einzel nach einer Finalniederlage gegen Georgina Kennedy die Silbermedaille. Bei den Panamerikanischen Spielen 2023 in Santiago de Chile gewann sie Bronze im Einzel und Silber mit der Mannschaft.
Naughton wurde 2016 und 2017 sowie von 2022 bis 2024 insgesamt fünfmal kanadische Landesmeisterin.

## Erfolge
- Panamerikameisterin: 2023
- Panamerikameisterin mit der Mannschaft: 2024
- Gewonnene PSA-Titel: 4
- Commonwealth Games: 1 × Silber (Einzel 2022)
- Panamerikanische Spiele: 3 × Silber (Mannschaft 2015, 2019 und 2023), 3 × Bronze (Einzel 2019 und 2023, Mixed 2019)
- Kanadische Meisterin: 5 Titel (2016, 2017, 2022–2024)